# 카스틸리온피오렌티노

카스틸리온피오렌티노의 광장에 있는 바사리가 세운 로자

카스틸리온피오렌티노 (Castiglion Fiorentino)는 이탈리아 토스카나주의 아레초도에 위치한 성벽으로 둘러싸인 작은 도시로, 아레초와 코르토나 사이에 있다. 해마다 개최되는 축제와 에트루리아 고고학 발굴지로 알려져 있다.

## 역사
전반적 인프라, 도시의 성벽, 건축물의 설계 등 때문에, 오랜 기간 학자들은 이곳이 중세 후기에 건설한 것으로 여겼다. 하지만, 최근 발굴에서 에트루리아 시대의 성벽의 흔적 (기원전 4세기)이 현재 카세로 광장 (Piazzale del Cassero) 아래에서 발견되었고, 12세기에 지어진 교회 (a chiesa di Sant'Angelo)에서도 에트루리아 시대 신전의 유적이 발견되었다.
10세기의 문서들은 도시의 명칭을 몬테 산타 마리아 자작의 영지 내에 있는 '카스틸리오네' (Castiglione)라고 언급한다. 이어지는 세기 동안, 이곳은 아레초 교구의 일부가 되었다. 12세기부터는 자유 코무네가 되었다가 1289년부터는 캄팔디노 전투의 여파로 피렌체 공화국의 영역이 되었다. 아레초와 시에나 등은 이후 피렌체에 대항하는 연합군을 모아 카스틸리오네아렌티노(당시 이곳 지명)를 재정복하였으며, 아레초의 지배자이던 구이도 타를라티 주교의 지시 하에 요새화가 이뤄졌다. 1336년 타를라티가 사망한 뒤로, 피렌체는 카스틸리오네의 지배권을 다시 얻었다가, 1334년에 들어 페루자가 이곳을 차지하고 카스틸리오네페루지노로 명칭을 바꿨다. 1369년, 주민들이 페루자인들을 상대로 반란을 일으켰고, 교황령 측에 투신하였다가 1384년경에 피렌체가 다시 도시를 차지하였고 현재의 이름 카스틸리오네피오렌티노를 부여하였다.
15세기 동안, 카스틸리온피오렌티노는 당시에 도시를 둘러싼 습지에서 비롯한 지속적인 역병으로 피해를 입었다. 16세기가 끝날 무렵, 피에트로 스트로치가 이끄는 시에나 군대가 이 지역의 통제권을 차지하고, 1654년까지 카스틸리온피오렌티노를 장악하다가 토스카나 대공국의 일부가 되었다. 그 후 200년간, 메디치가의 대공들이 이 도시를 다스리다, 1765년부터는 로트링겐 가문이 권력을 차지했다. 새로운 왕조는 늪지대의 매립을 장려하며, 카스틸리온피오렌티노에게 있어 경제 및 인구 증대의 시도로 이어졌다.
1800년부터 1814년까지, 나폴레옹 군대가 주둔해 있었다. 1815년 빈 회의 이후, 토스카나 대공국 측으로 반환되어, 1861년까지 유지되다가 대공국이 새롭게 세워진 이탈리아 왕국으로 합병되었다. 제2차 세계대전 기간 군사 활동은 도시 중심부 일부 및 교외를 주변으로 많은 피해를 입혔다.

## 지리
카스틸리온피오렌티노는 피렌체, 시에나, 페루자 등 도시들이 형성한 삼각형의 중심부에 자리 잡고 있다. 해발 345 미터 (1,132 ft)의 언덕에 위치한 이 도시는 발디키오와 프레아펜니노를 내려다 보고 있다. 이곳에는 13,000명이 살짝 넘는 인구가 거주하고 있다 (2013). 이 지역에서는 미세리코르디아(Misericordia)로도 알려진  만차노 (Manciano)라는 마을이 서쪽으로  1.6 킬로미터 (0.99 mi) 떨어진 거리에 위치해 있다.

## 경제
도시의 경제 대부분은 농업과 목장 경영을 기반으로 하고 있다. 그 외 사람들은 파스타 공장, 소시지 공장, 제당소 등에서 종사하고 있다. 일부 예술가들이 도자기를 만들고 있고, 도시의 노동자 약 27%는 서비스업에 종사 중이다.

## 문화
카스틸리온피오렌티노는 6월 3번째 일요일에 열리는 그 유명한 '팔리오 데이 리오니'(Palio dei Rioni)를 포함해 매년 여러 행사가 열리고 있다. 시에나의 행사와 유사한 팔리오 데이 리오니는 가리발디 광장을 주변으로 진행되는 말 경주 대회로, 13세기로 거슬러 올라가는 옛 깃발 돌리기 전통을 화려하고 활기차게 재현하고 있다. 부활절이 다가오는 주 동안에, 도시의 거리를 따라 행진하며, 지난 400년 동안 매년 해온 것처럼 수난극의 한 장면을 재현하는 퍼레이드가 펼쳐진다.
봄의 양귀비, 여름의 해바라기, 그리고 유명한 토스카나의 사이프러스 나무와 올리브 나무 외에도, 아름다운 초록빛 언덕과 시골길은 어느 계절에나 여행자라면 꼭 방문해야 할 곳이다.

## 주요 볼거리

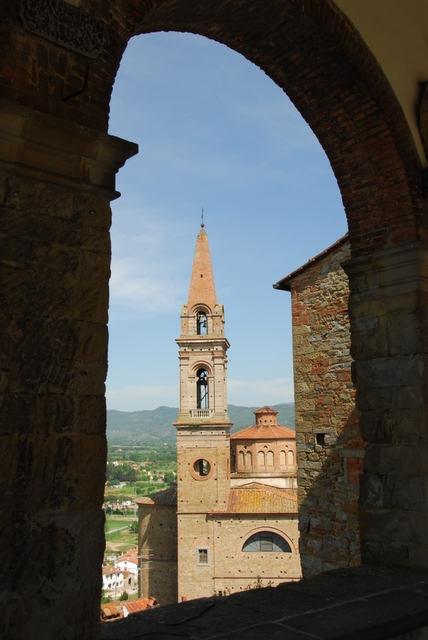
카스틸리온피오렌티노 모습.

도시의 역사 지구로 향하는 정문인 포르타 피오렌티나 (Porta Fiorentina)를 포함한 현존하는 도시의 성벽은 13세기에 세워져, 외부의 성벽과 연결시키기 위해 페루자인들 주도 하에 증축되었다. 성벽 바깥에는 메디치 가문의 문장이 새겨진 외문이 있고, 안쪽 문에는 도시의 수호성인 성 미카엘의 조각상 아래 세 개 아치가 건설되어 있다. 도시의 성채인 카세로 (Cassero)는 1367년에 완공됐다. 15세기, 산 지롤라모의 수녀들이 요새를 수녀원으로 썼으며, 19세기부터는 성채의 대부분이 파괴되면서, 남아있는 구조물은 감옥으로 사용됐다.
피나코테카 (Pinacoteca) 또는 시립 미술관이 옛 산탄젤로 교회에 자리잡고 있다. 에트루리아 신전 터에 건설된 산탈젤로 교회는 1229년부터 1239년 사이 로마네스크 양식으로 세워졌다. 교회는 정식 박물관 및 미술관으로 재축 및 사용되기 앞서 병원, 와인셀러, 작업소 역할을 했다.
1513년, 바사리는 계곡이 내려다 보이는 광장 (Piazza del Comune)에 아홉 개 로자 (Logge del Vasari)를 세웠다. 이 로자 시설들은 1560년과 1570년에 보수가 이뤄졌고 20세기 초에 다시 한번 보수되었다.
인근의 몬테키오성 (Castello di Montecchio)은 과거 영국의 용병대장 존 호크우드에게 하사된 적이 있던 곳이다.

## 교육
어린 아이들은 관내의 학교에서 교육을 받는다. 성장한 아이들은 아레초에 있는 중등 학교를 다닌다.
1989년 6월, 텍사스 A&M 대학교는 카스틸리온피오렌티노에 Santa Chiara Study Center를 개설했다. 텍사스 A&M 대학교 및 텍사스 공과대학교, 텍사스 대학교 오스틴, 칼 폴리 포모, 콜로라도 주립 대학교, 휴스턴 대학교, 캔자스 주립 대학교 등을 포함한 다른 미국 대학교의 학생 약 100여 명은 조경, 미술, 건축, 문학, 원예, 음악, 국제 경영 수업을 들으러 매 학기 Santa Chiara에서 수업을 듣는다. Santa Chiara center는 과거 클라라 수녀회의 수녀원이 위치했던 건물의 이름에서 붙여진 것이다. 건물에는 여전히 성 클라라 교회가 위치해 있으며, 현재는 구조적으로 부적절하여 사용되고 있지는 않다. 도시의 동남쪽 경계에 위치한 이 건물은 여학교로도 사용되고 있으나, 텍사스 A&M 대학교가 이 건물을 이탈리아 미술 문화 협회로 사용하기 시작하면서는 해당 용도로 쓰이고 있지 않다. 카스틸리온피오렌티노는 이 건물을 소유하고 있고 보수를 진행한 바 있다. 텍사스 A&M 대학교는 또한 매 여름 신입생 중 전미 장학생을 대상으로 이곳‘메모리얼 학생 센터 콘웨이-피츠휴 국제 우수 리더십 세미나(Memorial Student Center Conway-Fitzhugh International Honors Leadership Seminar)’라는 이름의 2주 반 일정의 프로그램에 파견하며, 이 프로그램은 텍사스 A&M 대학교 콜리지 스테이션 캠퍼스(구 텍사스 농업기술대학)의 LAUNCH 사무국과 협력하여 운영되고 있다.

## 유명 인물
- 로베르토 베니니 - 만차노에서 태어난 배우이자 감독
- 파브리치오 메오니 - 모터사이클 레이서

## 자매 도시
- 스페인 론다